# Xcas

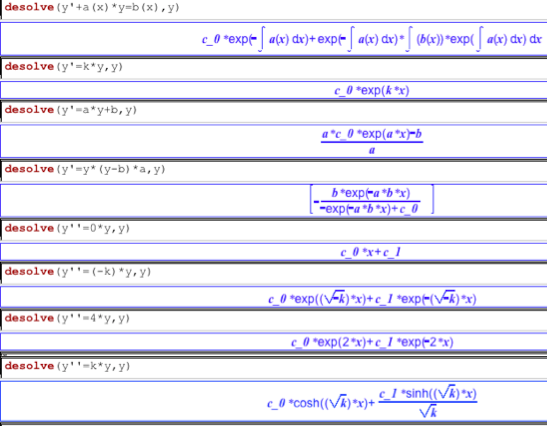
Xcas giải phương trình vi phân

Xcas (hoặc là Giac) kể từ năm 2000 là phần mềm mã nguồn mở miễn phí và phần mềm đại số máy tính miễn phí dành cho Microsoft Windows, Apple macOS, Linux và Unix.

## Chức năng
Xcas có khả năng:
- tính toán chính thức
- hình học trong mặt phẳng
- hình học trong không gian
- bảng tính
- số liệu thống kê
- đồ họa
- lập trình

Các chức năng được lập trình sau đây được sử dụng:
- int() trả về giá trị nguyên thủy của một hàm.
- plot() cho phép tạo và hiển thị một đồ thị.
- diff() Sự khác biệt của hàm.
- split((x + 1) * (y-2), [x, y]) = [x + 1, y-2] Tách các biến.
- solve()
- desolve() giải phương trình vi phân 12 (xem hình minh họa).
- nPr() tính các hoán vị.
- nCr() tính toán các kết hợp.
- sqrt() căn bậc hai.
- cross([1,2,3], [4,3,2]) = [-5,10, -5] tính tích chéo của hai vectơ
- mean([3,4,2]) = 3 tính giá trị trung bình
- stddev([3,4,2]) = sqrt (2/3) tính toán độ lệch chuẩn
- det([1,2], [3,4]) = -2 tính định thức của ma trận
- line(x = 1) = vertical line x = 1 vẽ một đường thẳng đứng trong hệ tọa độ